# Onni Ruokangas
Onni Ruokangas (13 de septiembre de 2003) es un deportista de Finlandia que compite en atletismo. Ganó una medalla de plata en el Campeonato Europeo de Atletismo Sub-20 de 2021, en la prueba de lanzamiento de jabalina.